# 瓊楠粉蝨
瓊楠粉蝨（学名：Rabdostigma erythrophloiae）为粉蝨科惑粉蝨屬下的一个种。